# Creences de luxe
Creença de luxe és un terme utilitzat per descriure "idees cosmètiques, amb què la classe alta acreix el seu status a bon preu, traslladant-ne el cost real a les classes baixes". El terme s'aplica a individus privilegiats que defensen ideals polítics i socials que en teoria beneficien la població pobra i marginada, però que en la pràctica els perjudica.

## Origen
Es tracta d'un neologisme encunyat pel comentarista social Rob Henderson el 2019. Descriu el que alguns al·leguen és una tendència entre nord-americans acomodats d'usar les seves creences com a manera d'exhibir el seu estatus social. No obstant això, el reconeixement del fenomen en sociologia precedeix el mateix terme. Rob Henderson defineix les creences de luxe com a "idees suposadament progressistes que donen prestigi a les persones privilegiades que les sostenen, però que en realitat perjudiquen els marginats". Compara les creences de luxe amb el postureig ètic (virtue signaling) i cita eslògans com Defund the police (desfinançament de la policia) com la "creença de luxe típica", juntament amb altres exemples com la legalització de les drogues, l'eliminació dels tests d'accés a la universitat i la crítica a la insititució del matrimoni.
Als països catalans se n'han fet ressò autors com Joan Ramon Resina o Antoni Puigvert.